# 우리들 (소설)
《우리들》(We)은 예브게니 자먀틴이 쓴 소설이다.